# 太田里織菜
太田 里織菜（おおた りおな、1996年〈平成8年〉12月31日 - ）は、岐阜県出身のグラビアアイドル。女性アイドルグループ『NMB48』、『愛乙女☆DOLL』（らぶりーどーる）の元メンバー。愛乙女☆DOLLではサブリーダーを務めていた。
愛称は「りおぴょん」、「りおな」「あねめろ」。

## 略歴

### NMB48時代
2010年9月20日「NMB48オープニングメンバーオーディション」に合格（応募総数7256名、最終合格者26名）。同年10月9日『Visit Zooキャンペーン応援プロジェクト AKB48 東京秋祭り supported by NTTぷらら』（於：葛西臨海公園）にてNMB48第1期研究生26名の1人として初お披露目。
2011年1月1日、大阪市・難波のNMB48劇場で『NMB48 1期生「誰かのために」』公演が開始され、選抜メンバー16名のうちの1人として劇場デビュー。同年3月10日、1期研究生から16名がチームNとして活動を開始するが、メンバーには選ばれなかった。
2012年1月26日、吉本興業東京本部においてチームMの結成が発表され、研究生からチームMメンバーに昇格。当時のチームMとしては唯一の岐阜県出身者だった。6月にはなんばグランド花月の舞台『吉本百年物語』への出演もあったが、チームM 1st Stage「アイドルの夜明け」公演中の同年10月4日、学業専念のために卒業することを発表。10月25日が最後のNMB48劇場出演となり、同月28日、大阪・ATCホールでの握手会をもってNMB48としての活動を終了した。

### 愛乙女☆DOLL時代
NMB卒業から2年後の2014年暮れ、 Arc Jewel所属のグループ『愛乙女☆DOLL』の新メンバーオーディションに応募し、2015年3月15日、新メンバー4名のうちの1人として発表。同年4月4日、東京キネマ倶楽部のライブから愛乙女☆DOLLの5期メンバーとして正式加入。同日で卒業した岩崎夢生と入れ替わる形となった。
2017年1月27日、白泉社「ヤングアニマル」の“YAグラ姫2017”で準グランプリに選ばれる。
2018年7月31日、扶桑社「SPA!」主催、「真夏のアイドル頂上決戦」に出場。
2022年9月30日、2023年春をもって愛乙女☆DOLLの現体制での活動終了、メンバー全員の卒業を発表した。
2023年3月26日、ヒューリックホール東京で行われたライブをもって、愛乙女☆DOLLを卒業した。

## 人物
- 妹はSKE48の7期生の太田彩夏[15][16]。
- 愛乙女☆DOLLでの担当カラーは赤。キャッチフレーズは「赤色担当、お人形の星、りおぴょんこと太田里織菜です」[16]。
- チームMの同僚だった肥川彩愛とは今でも仲が良く、愛乙女☆DOLLのライブを観覧したり[17]、後述のバースデーライブにもゲスト出演したことがある。
- 2020年2月までNMB48のチームNには同音異字のメンバー・大田莉央奈（大阪府出身）が在籍していた[18]。

## NMB48・AKB48での参加曲

### シングル選抜曲
NMB48名義
- 「絶滅黒髪少女」に収録
  - 三日月の背中
- 「オーマイガー!」に収録
  - 僕は待ってる
  - 捕食者たちよ - 紅組名義
- 「純情U-19」に収録
  - 場当たりGO! - アンダーガールズ名義
- 「ナギイチ」に収録
  - 理不尽ボール - アンダーガールズ名義
- 「ヴァージニティー」に収録
  - ちょっと猫背

AKB48名義
- 「ギンガムチェック」に収録
  - あの日の風鈴 - ウェイティングガールズ名義

### 劇場公演ユニット曲
1期生「誰かのために」公演
- 投げキッスで撃ち落せ!

チームM 1st Stage「アイドルの夜明け」公演
- 愛しきナターシャ

## 出演

### ラジオ
- アイドルジェネレーション（ラジオNIKKEI第1放送、太田ソロでは2018年1月27日 - ）※同名のイベントのMCも務める

### 舞台
- 吉本百年物語「舶来上等、どうでっか?」（2012年6月12日 - 7月1日、なんばグランド花月）[3][6]
- 朝倉薫のガールズハイパーミュージカル「タイラー！」（2016年5月24日 - 29日、シアターブラッツ） - アザリン 役[19]
- ガールズハイパーミュージカル「タイラー×2」（2017年2月23日 - 26日、シアターサンモール）- アザリン 役[20]
- 劇団TEAM-ODAC 第23回本公演「僕らのピンクスパイダー」（2017年3月9日 - 20日、紀伊國屋ホール）[注 3][22]
- ガールズハイパーミュージカル「タイラー△」（2018年9月19日 - 23日、ブディストホール）- アザリン 役[23][24]

### 冠公演
ここでは、愛乙女☆DOLLとしてのライブのうち、太田の名を冠した公演のみを記述する。
| 公演名                                                                                  | 開催年月日     | 会場                  | 主な出来事 |
| --------------------------------------------------------------------------------------- | -------------- | --------------------- | --- |
| 愛乙女☆DOLL 太田里織菜プロデュース 「お人形の星公演」                                   | 2015年8月11日  | AKIBAカルチャーズ劇場 | 太田がAKB48の「あなたとクリスマスイブ」をソロで歌唱。 |
| 太田里織菜バースデーライブ2015 ～もうすぐ大晦日!!お人形の星でレッツパーティーだぴょん～ | 2015年12月27日 | 吉祥寺CLUB SEATA      | 「桜の花びらたち」を弾き語りで披露した他、 肥川彩愛、篠原栞那と共に「三日月の背中」「オーマイガー!」を歌唱した。                                                                                           |
| 太田里織菜バースデーライブ2016                                                          | 2017年1月7日   | 東京キネマ倶楽部      | 肥川彩愛、藤田留奈と共に「ハート型ウイルス」「タンポポの決心」「北川謙二」を歌唱。アンコールではSKE48の「パレオはエメラルド」も歌った。                                                                    |
| 太田里織菜バースデーライブ2017                                                          | 2018年1月7日   | 新宿BLAZE             | 柏木由紀の「夜風の仕業」をソロで歌った他、肥川彩愛、島田玲奈と共に「愛しきナターシャ」「タンポポの決心」を歌唱。「タンポポ - 」ではかつてAKB48に所属していた愛迫みゆ、佐野友里子も加わっての歌唱となった。 |